# Distretto di Oecusse
Il distretto di Oecusse (o Ocussi, Oekussi, Oecussi, Oekusi, Okusi, Oé-Cusse, Okussi-Ambeno) è uno dei 13 distretti di Timor Est, exclave costiera nella parte occidentale dell'isola di Timor, separata dal resto di Timor Est dal Timor Occidentale (parte della provincia del Nusa Tenggara Orientale), che è parte dell'Indonesia. Il capoluogo del distretto è Pante Macassar, conosciuta anche come Città di Okussi. Il distretto è scarsamente abitato: si stima una popolazione di 64 025 abitanti.

## Storia
L'enclave portoghese nacque con gli accordi di Batavia, firmati con gli olandesi 1859; il patto, fatto sulla pelle dei nativi, portò comunque a cementare le comunità in nome di due fattori che li distinse, creando forti elementi di coesione, dagli altri timoresi, ovvero la religione cattolica e la lingua portoghese. Si tratta dell'unica zona asiatica assieme al Kerala indiano e alle Filippine dove il cristianesimo si consolidò fortemente nella popolazione.
Il 29 novembre 1975, una settimana prima dell'invasione di Timor Est, l'Indonesia prese il controllo dell'area. Durante la lunga occupazione indonesiana fu amministrata come parte di Timor Est (Timor Timur in Indonesiano). Proprio per questo non vi furono contestazioni quando il 20 maggio 2002 entrò a far parte dello stato indipendente di Timor Est.
Durante l'occupazione indonesiana molti giornalisti stranieri sarebbero stati uccisi affinché non testimoniassero sul genocidio che ha coinvolto secondo stime un quarto della popolazione. Infatti, l'exclave ha subito ancora di più del resto di Timor Est i danni del genocidio e delle deportazioni. La definizione usata dal Parlamento europeo nel 1995 per riferirsi a quei fatti fu quella di "genocidio permanente".